# Anastasia Volotchkova
 (février 2018).
Si vous disposez d'ouvrages ou d'articles de référence ou si vous connaissez des sites web de qualité traitant du thème abordé ici, merci de compléter l'article en donnant les références utiles à sa vérifiabilité et en les liant à la section « Notes et références ».
Anastasia Volotchkova (en russe : Анастаси́я Ю́рьевна Волочко́ва), née le 20 janvier 1976 à Léningrad, est une danseuse russe.

## Biographie
Élève de Natalia Doudinskaïa à l'Académie de ballet Vaganova, Anastasia Volotchkova se produit sur la scène du Théâtre Mariinsky à partir de 1994. Elle devient danseuse du théâtre Bolchoï en 1998, à l'invitation de Vladimir Vassiliev qui lui octroie le rôle principal dans sa nouvelle adaptation du Lac des cygnes. Elle y danse également dans La Bayadère (Nikiya) et dans La Belle au bois dormant (la Fée des Lilas) de Iouri Grigorovitch. 
En 2000, elle signe le contrat avec English National Ballet où elle interprète la fée Carabosse dans La belle au bois dormant de Derek Deane.
En début de 2000, la danseuse est invitée de nombreuses émissions de télévision, principalement des talk-show et fait les gros titres de la chronique mondaine. Elle devient à cette époque l'égérie de la maison genevoise Chopard. Le Prix Benois de la danse lui est remis en 2002 pour Le Lac des cygnes de Grigorovitch.
En 2003, l'administration du théâtre Bolchoï ne renouvelle pas son contrat d'un an, mais lui propose de signer pour quatre mois seulement, prétextant qu'avec son presque 1,70 m et ses près de 50 kg, elle serait trop grande et trop lourde pour être portée par les danseurs,. Volotchkova saisit la justice et gagne le procès. Elle quittera finalement la troupe et travaille à partir de 2005, sur ses propres projets artistiques.
En 2004, elle tient le premier rôle dans la série policière Une place au soleil d'Ali Khamraev, adaptée du roman de Paulina Dachkova.
Elle participe à deux reprises au projet télévisé du Pierviy Kanal Âge de glace, une compétition de patinage artistique mettant en scène les duos composés d'un patineur professionnel et d'une célébrité. En 2007, son partenaire est Anton Sikharulidze, en 2009 - Maksim Marinin. En décembre 2009, Alla Pougatcheva l'invite dans son émission musicale de Noël où Volotchkova interprète la chanson Ballerina composée spécialement pour elle par Igor Nikolaïev.
En 2009, parait son livre autobiographique L'Histoire d'une ballerine russe.